# Lengyel festők listája
Ez a lista a lengyel festők nevét tartalmazza ábécé sorrendben.

## A
- Julia Acker (1898–1942)
- Tadeusz Ajdukiewicz (1852–1916)
- Zygmunt Ajdukiewicz (1861–1917)
- Kazimierz Alchimowicz (1840–1916)
- Teodor Axentowicz (1859–1938)

## B
- Marcello Bacciarelli (1731–1818)
- Władysław Bakałowicz (1833–1903)
- Henryk Barczyński (1896–1941)
- Zdzisław Beksiński (1929–2005)
- Ludomir Benedyktowicz (1844–1926)
- Jan Betley (1908–1980)
- Krzysztof Boguszewski (?–1635)
- Olga Boznańska (1865–1940)
- Józef Brandt (1841–1915)
- Antoni Brodowski (1784–1832)
- Tadeusz Brzozowski (1918–1987)
- Karol Bąk (1961-)

## C
- Józef Chełmoński (1849–1905)
- Daniel Chodowiecki (1726–1801)
- Adam Chmielowski (1845–1916)
- Leon Chwistek (1884–1944)
- Władysław Czachorski (1850–1911)
- Józef Czapski (1896–1993)
- Szymon Czechowicz (1689–1775)
- Tytus Czyżewski (1880–1945)

## D
- Andrzej Dłużniewski (1939–2012)
- Tommaso Dolabella (1570–1650)
- Sixtus von Dzbanski

## F
- Julian Fałat (1853–1929)
- Wojciech Fangor (1922–2015)

## G
- Maria Gażycz (1860–1935)
- Wojciech Gerson (1831–1901)
- Stefan Gierowski (1925–2022)
- Aleksander Gierymski (1850–1901)
- Maksymilian Gierymski (1846–1874)
- Henryk Gotlib (1890–1966)
- Maurycy Gottlieb (1856–1879)
- Artur Grottger (1837–1867)
- Krzysztof Gliszczyński (1962–)

## I
- Napoleon Iłłakowicz (1811–1861)
- Marian Iwańciów (1906–1971)

## J
- Maria Jarema (1908–1958)

## K
- Rajmund Kanelba (1897–1960)
- Tadeusz Kantor (1915–1990)
- Stanisława de Karłowska (1876–1952)
- Alfons Karpiński (1875–1961)
- Antoni Karwowski (1948–)
- Juraj Kavecansky (1985–)
- Mojżesz Kisling (1891–1953)
- Marcin Kober (1550–1598)
- Jerzy Kossak (1886–1955)
- Juliusz Kossak (1824–1899)
- Wojciech Kossak (1857–1942)
- Franciszek Kostrzewski (1826–1911)
- Aleksander Kotsis (1836–1877)
- Felicjan Kowarski (1890–1948)
- Andrzej Krajewski (1933–2018)
- Ducki Krzysztof (1957–)
- Nikifor Krynicki (1895–1968), festő
- Konrad Krzyżanowski (1872–1922)
- Alexander Kucharsky (1741–1819)
- Tadeusz Kulisiewicz (1899-1988)
- Teofil Kwiatkowski (1809–1891)

## L
- Tamara de Lempicka (1898–1980)
- Wincenty de Lesseur (1745–1813)

## M
- Tadeusz Makowski (1882–1932)
- Jacek Malczewski (1854–1929)
- Władysław Malecki (1836–1900)
- Louis Marcoussis (1878 v.1883–1941)
- Adam Marczyński (1908–1985)
- Stanisław Masłowski (1853–1926)
- Jan Matejko (1838–1893)
- Józef Mehoffer (1869–1946)
- Piotr Michałowski (1800–1855)
- Augustyn Mirys (1700–1790)
- Eugeniusz Molski (1942–)

## N
- Eligiusz Niewiadomski (1869–1923)
- Jan Piotr Norblin (1745–1830)
- Cyprian Kamil Norwid (1821–1883)
- Zbigniew Nowosadzki (1957–)
- Jerzy Nowosielski (1923–2011)

## O
- Roman Opałka (1931–2011)
- Aleksander Orłowski (1777–1832)

## P
- Michelangelo Palloni (1637–1712)
- Józef Pankiewicz (1866–1940)
- Władysław Podkowiński (1866–1895)
- Tadeusz Pruszkówski (1888–1942)
- Witold Pruszkówski (1846–1896)

## R
- Irène Reno (1884–1953) (Rena Hassenberg)
- Henryk Rodakowski (1823–1894)
- Ferdynand Ruszczyc (1870–1936)

## S
- Stanisław Samostrzelnik (1490–1541)
- Wilhelm Sasnal (1972–)
- Bruno Schulz (1892–1942)
- Henryk Siemiradzki (1843–1902)
- Józef Simmler (1823–1868)
- Wojciech Siudmak (1942–)
- Władysław Ślewiński (1854–1918)
- Franciszek Smuglewicz (1745–1807)
- Kajetan Sosnowski (1913–1987)
- Jan Stanisławski (1860–1907)
- Jan Byk Franciszek Starowieyski (1930–2009)
- Henryk Stażewski (1894–1988)
- Władysław Strzemiński (1893–1952)
- Jan Styka (1858–1925)
- Józef Stolorz (1950–)
- Stanislas Stückgold (1868–1933)
- January Suchodolski (1797–1875)
- Stanislav Szukalski (1893–1987)

## T
- Włodzimierz Tetmajer (1861–1923)
- Ryszard Tylman (1952–),Ryszard Tylman

## W
- Zygmunt Waliszewski (1897–1936)
- Walenty Wańkowicz (1799–1842)
- Wojciech Weiss (1875–1950)
- Elisabeth Wierzbicka Wela
- Konrad Winkler
- Stanisław Witkiewicz (1851–1915)
- Stanisław Ignacy Witkiewicz a.k.a. "Witkacy" (1885–1939)
- Witold Wojtkiewicz (1879–1909)
- Andrzej Wróblewski (1927–1957)
- Leon Wyczółkowski (1852–1936)
- Stanisław Wyspiański (1869–1907)

## Z
- Marcin Zaleski (1796–1877)
- Jan Zamoyski (1542–1605)
- Franciszek Żmurko (1859–1910)

## Ż
- Eugeniusz Żak (1884–1926)